# Mutual Friends
Mutual Friends is het debuutalbum van het Duits-Zwitserse popduo BOY.
Het album kwam uit in 2011 op het platenlabel van de Duitse zanger Herbert Grönemeyer.
Het album is ook uitgebracht in Nederland en België.

## Lijst van nummers
| Nr. | Titel                 | Duur |
| --- | --------------------- | ---- |
| 1.  | This Is The Beginning | 3:29 |
| 2.  | Waitress              | 3:12 |
| 3.  | Army                  | 3:14 |
| 4.  | Little Numbers        | 3:39 |
| 5.  | Drive Darling         | 4:22 |
| 6.  | Railway               | 3:57 |
| 7.  | Waltz For Pony        | 3:40 |
| 8.  | Boris                 | 3:18 |
| 9.  | Oh Boy                | 3:35 |
| 10. | Skin                  | 4:04 |
| 11. | Silver Streets        | 5:29 |
| 12. | July                  |      |

| Nr. | Titel          | Duur |
| --- | -------------- | ---- |
| 1.  | Waitress       | 2:30 |
| 2.  | Drive Darling  | 3:52 |
| 3.  | Little Numbers | 3:41 |
| 4.  | Boris          | 3:24 |
| 5.  | Skin           | 3:23 |
| 6.  | July           | 4:15 |